# 陳錦錠
陳錦錠（1954年11月28日—），中華民國政治人物，中國國民黨籍，現任新北市議員，曾任臺北縣議員、《自立晚報》董事長。夫婿為前立法委員張慶忠，兒子張智倫當選新北市中和選區立法委員。
陳錦錠的父親與中和地方政治世家趙家、江家友好，義父是前國民大會代表趙長江（前立法委員趙永清之父），因這層關係，從商的陳錦錠投身政壇，自尚未五都改制的第十三屆臺北縣議會起，連任至今，已連任六屆議員。不過因為張慶忠與趙永清的選舉恩怨，現兩家形同陌路。
夫婿為張慶忠，兩人育有3子張智倫、張鈞詠、張瑞鼎。

## 事件及爭議
2000年10月，時任中國國民黨籍台北縣議員的陳錦錠向具有濃厚政商背景的王世堅出售《自立晚報》100%股權，王世堅以新台幣六千萬元向其購買，王世堅得以出任《自立晚報》董事長。
2013年，陳錦錠因酒後駕駛肇事，撞倒一輛摩托車騎士騎乘的摩托車，導致騎士與乘員受傷。警方測出陳錦錠酒精濃度高達1.06（0.15為超過標準），依據公共危險罪移送法辦。新北地檢署考量其犯後態度良好，已與對方和解，給予緩起訴處分。
2014年六都議員選舉時，新北地檢署查出中和區有三名尋求連任的里長（民享里簡民利、自強里謝金德、國光里謝一仲），疑為陳錦錠賄選；但三名里長不承認為陳錦錠行賄，加上檢方查無証據，陳錦錠獲不起訴，三名里長則被依違反《公職人員選舉罷免法》起訴，簡民利最終處有期徒刑3年6月定讞。
2015年11月22日下午，張慶忠兒子張鈞詠在新北市板橋區舉辦中國國民黨121週年黨慶活動結束散場時，中天新聞攝影記者郭先揚在拍攝過程中不小心撞到張鈞詠，張鈞詠隨即大罵三字經並對郭先揚公然動粗、鎖喉及弄壞郭先揚攝影機部分零件，造成郭先揚受傷。報導爆發後，事隔一天，張慶忠、陳錦錠帶著張鈞詠到中天電視總部鞠躬道歉卻吃閉門羹，而郭先揚與中天電視仍堅持決定提告。